# Travis Kirschke
Travis Kirschke (født 6. september 1974) er en tidligere amerikansk fodbold-spiller fra USA, der spillede i NFL. Han repræsenterede i løbet af sin 13 år lange karriere Detroit Lions, San Francisco 49ers og Pittsburgh Steelers.